# Harlem Shake

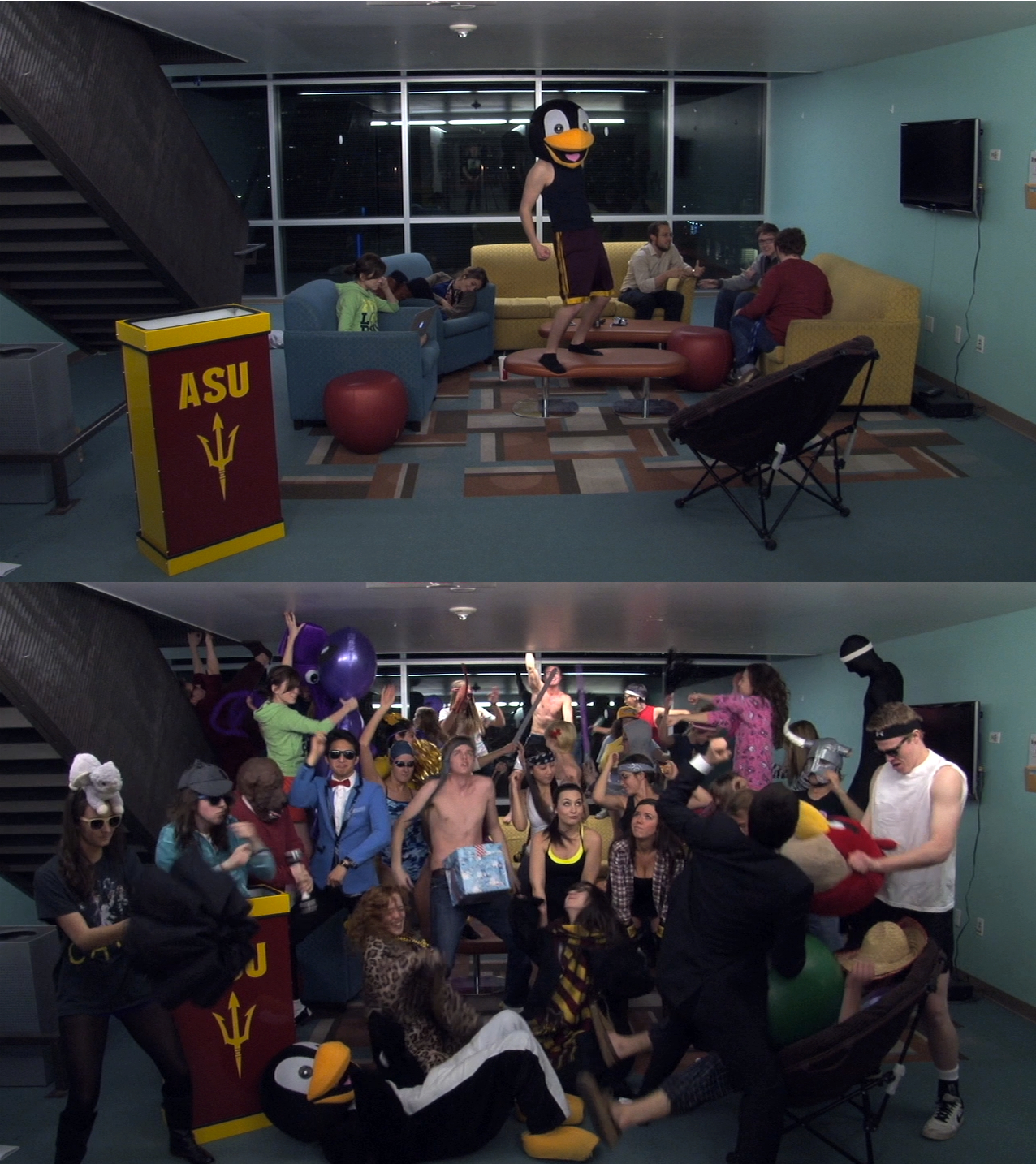
Harlem Shake

Harlem Shake (în română Zguduirea, zgâlțâirea din Harlem) este un fenomen pe internet care a apărut în urma obținerii a unui video postat pe YouTube, un mare număr de vizualizări. Video-ul original postat în data de 2 februarie 2013, a fost filmat de 5 tineri australieni, și a adunat într-o singură săptămână 2,7 mln. de vizualizări, iar pe data de 18 februarie, avea deja 11,0 milioane.
Imediat după ce a apărut pe Internet au apărut zeci de videouri "imitând" fenomenul. Se crede că acest video este primul pe internet, care a devenit nu mai puțin popular decât bine cunoscutul Gangnam Style, care s-a menținut pe poziții de vârf în 2012. După datele din 15 februarie, numărul total de vizionări al videourilor Harlem Shake depășește 120 milioane de vizualizări
. 
Esența dansulului constă în aceea că în partea introductivă, primele 14-15 secunde, dansează un singur om care poartă o pălărie (de obicei, o cască), în același timp alte persoane sînt implicate în activități de rutină, după care, videoclipul e întrerupt preț de fracțiune de secundă, iar când revine, toți oamenii în costume de dans sau aproape goi, fac mișcări haotice, luând poziții neobișnuite sau făcând mișcări erotice. Videoul durează de obicei 30-35 de secunde. Acompanierea muzicală, constiruie un pasaj din singleul "Harlem Shake", a muzicianului american Baauer. Se crede că lungimea scurtă a videourilor este una dintre cheile de la popularitatea a acestora.

## Concept
În mod normal, videoclipurile durează aproximativ 30 de secunde și includ un fragment din piesa "Harlem Shake" din anul 2012 de către producătorul american EDM Baauer. De obicei, un videoclip începe cu o singură persoană (adesea salvată sau mascată) care dansează singur piesa timp de 15 secunde, înconjurată de alți oameni care nu acordă atenție sau care, aparent, nu cunosc persoana dansatoare. Când basul scade, videoclipul se taie la întregul grup care dansează pentru restul videoclipului. Stilul dansului nu trebuie să fie confundat cu dansul originar al lui Harlem Shake.